# Bank Ċentrali ta’ Malta
Die Bank Ċentrali ta’ Malta (englisch Central Bank of Malta; deutsch Zentralbank von Malta) ist die Zentralbank von Malta mit Sitz in Valletta.
Die Zentralbank wurde am 17. April 1968 gegründet. Seit 2008 ist die Zentralbank Teil des Europäischen Systems der Zentralbanken. Bis zur Einführung des Euro hatte die Zentralbank das maltesische Monopol zur Ausgabe von Banknoten der Währung Maltesische Lira.